# 2MASS J05415550+2457571
2MASS J05415550+2457571 є хімічно пекулярною зорею спектрального класу
A1 й має видиму зоряну величину в смузі V приблизно 11,7.